# بونر اسپرینگز (کانزاس)
بونر اسپرینگز (به انگلیسی: Bonner Springs) شهری در ایالت کانزاس کشور ایالات متحده آمریکا است که جمعیت آن در سرشماری سال ۲۰۱۰ میلادی، ۷٬۳۱۴ نفر بوده‌است.